# 대구일중학교
대구일중학교(大邱一中學校)는 대한민국 대구광역시 북구 침산동에 있는 공립 중학교이다.

## 학교 연혁
- 1915년 11월 18일 : 대구공립고등여학교 설립 인가
- 1916년 4월 10일 : 개교식 거행(동인동 2가 42번지)
- 1945년 11월 18일 : 해방후 초대 김준기 교장 취임
- 1946년 2월 11일 : 대구여자중학교로 교명 변경
- 1951년 8월 31일 : 학제변경 3년제 중학교로 개편
- 1983년 4월 5일 : 현 교사 착공(북구 침산3동 400-4번지)
- 1984년 2월 20일 : 현 교사로 이전
- 1984년 5월 6일 : 신축 교사 준공식 거행
- 1984년 7월 30일 : 테니스장 준공
- 1991년 6월 26일 : 배구부 창단
- 1991년 10월 16일 : 강당 겸 체육관 준공
- 2002년 3월 1일 : 대구여자중학교에서 대구일중학교로 교명 변경
- 2006년 10월 21일 : 설영도서관 개관(410m2 규모)
- 2019년 3월 1일 : 제27대 엄기성 교장 취임
- 2021년 2월 7일 : 제103회 졸업식(308명, 누계 40,899명)
- 2021년 3월 2일 : 제105회 입학식(신입생 328명 남 181명, 여 147명)

## 학교 위치
- 1916년 4월 10일 ~ 1983년 3월 31일 : 중구 국채보상로 670 (동인동2가 / 現 국채보상운동기념공원)
- 1984년 4월 1일 ~ (현재) : 북구 옥산로17길 21 (침산동)

## 참고 자료
- 대구일중학교 - 한국교육학술정보원 학교알리미